# Tumulo di Gokstad

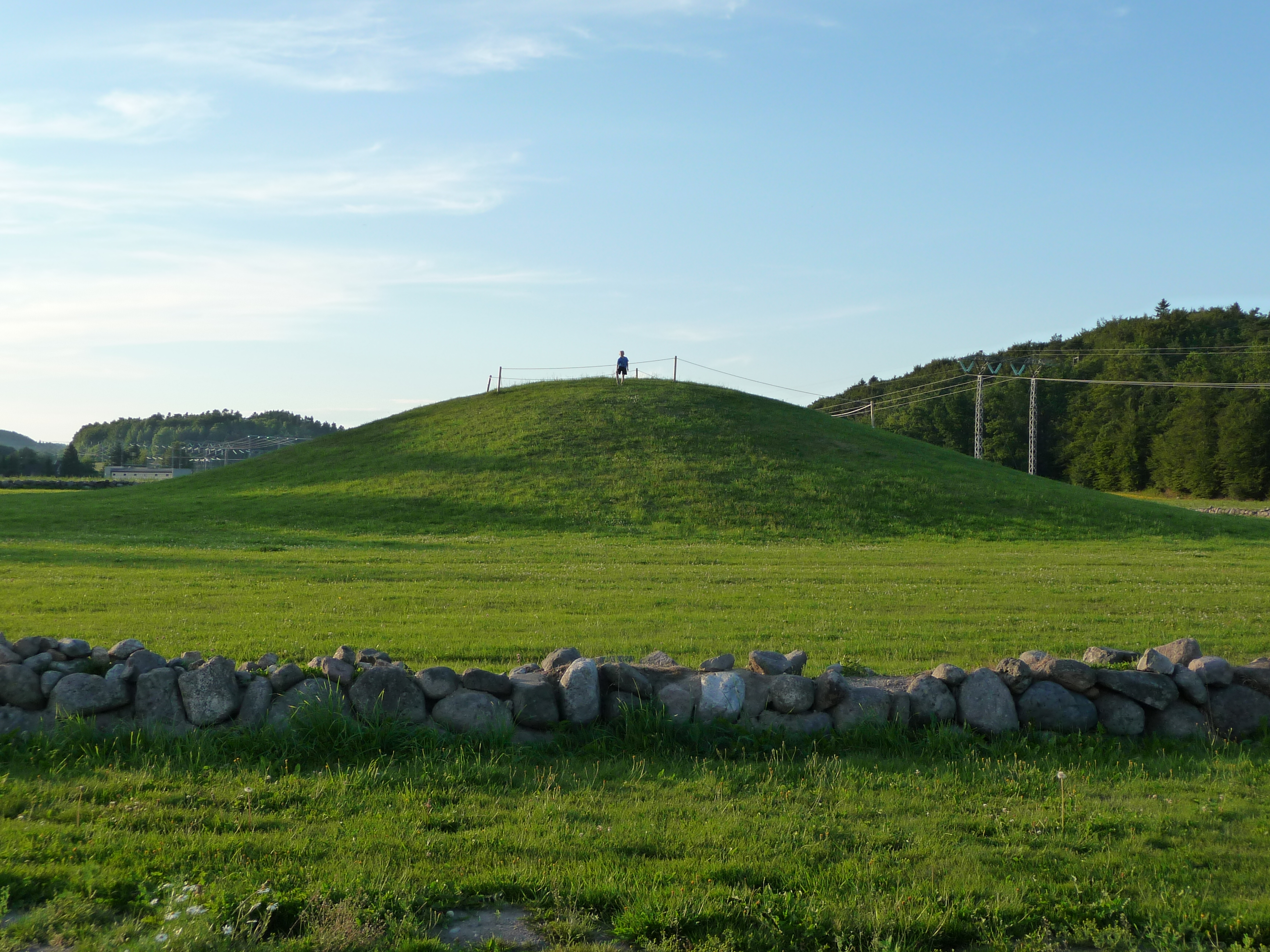
Gokstadhaugen, Sandefjord, Norway (2008)

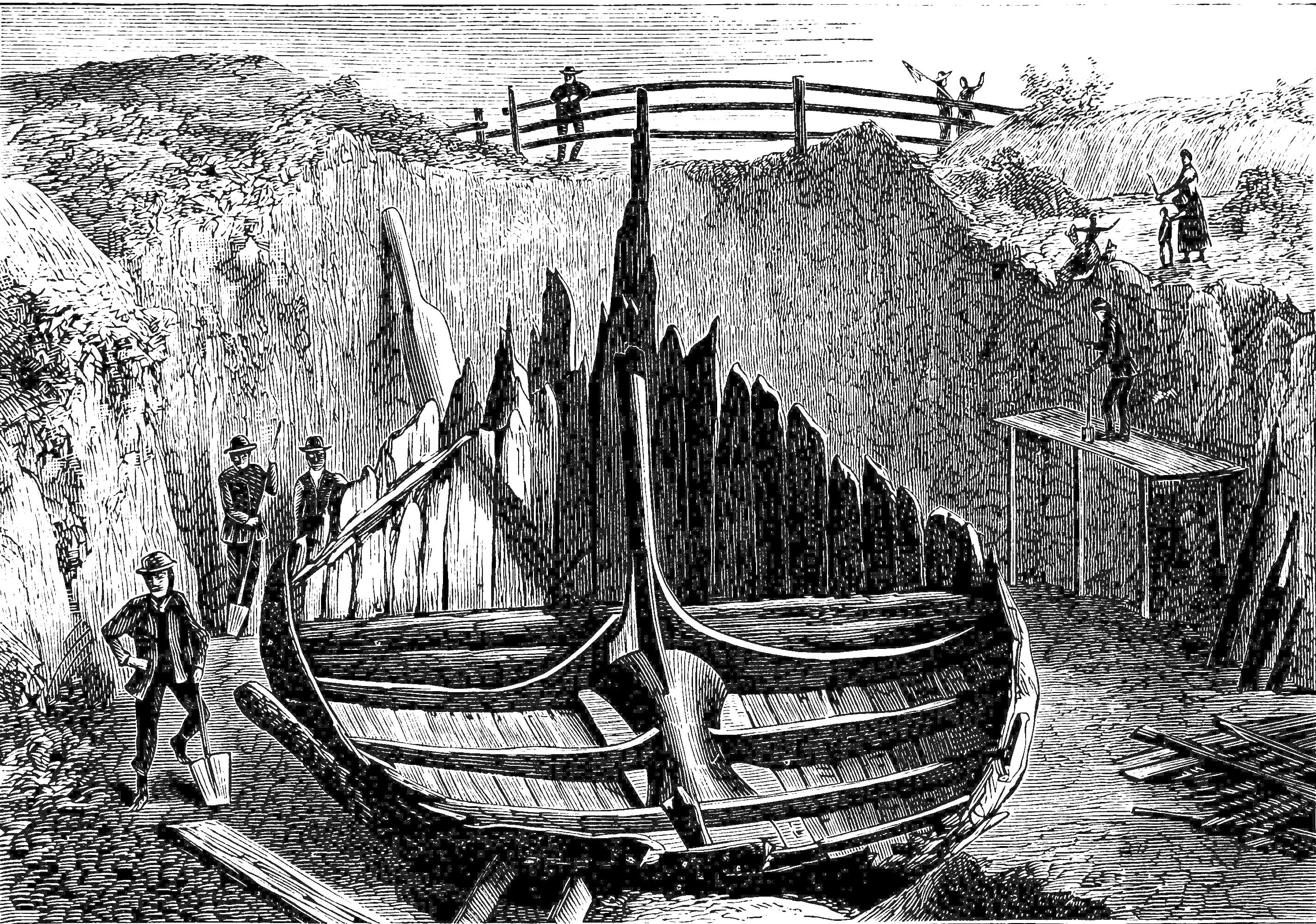
"Vessillo vichingo trovato a Gokstad" - ed. in Popular Science Monthly, v. 19, p. 82, a. 1881.

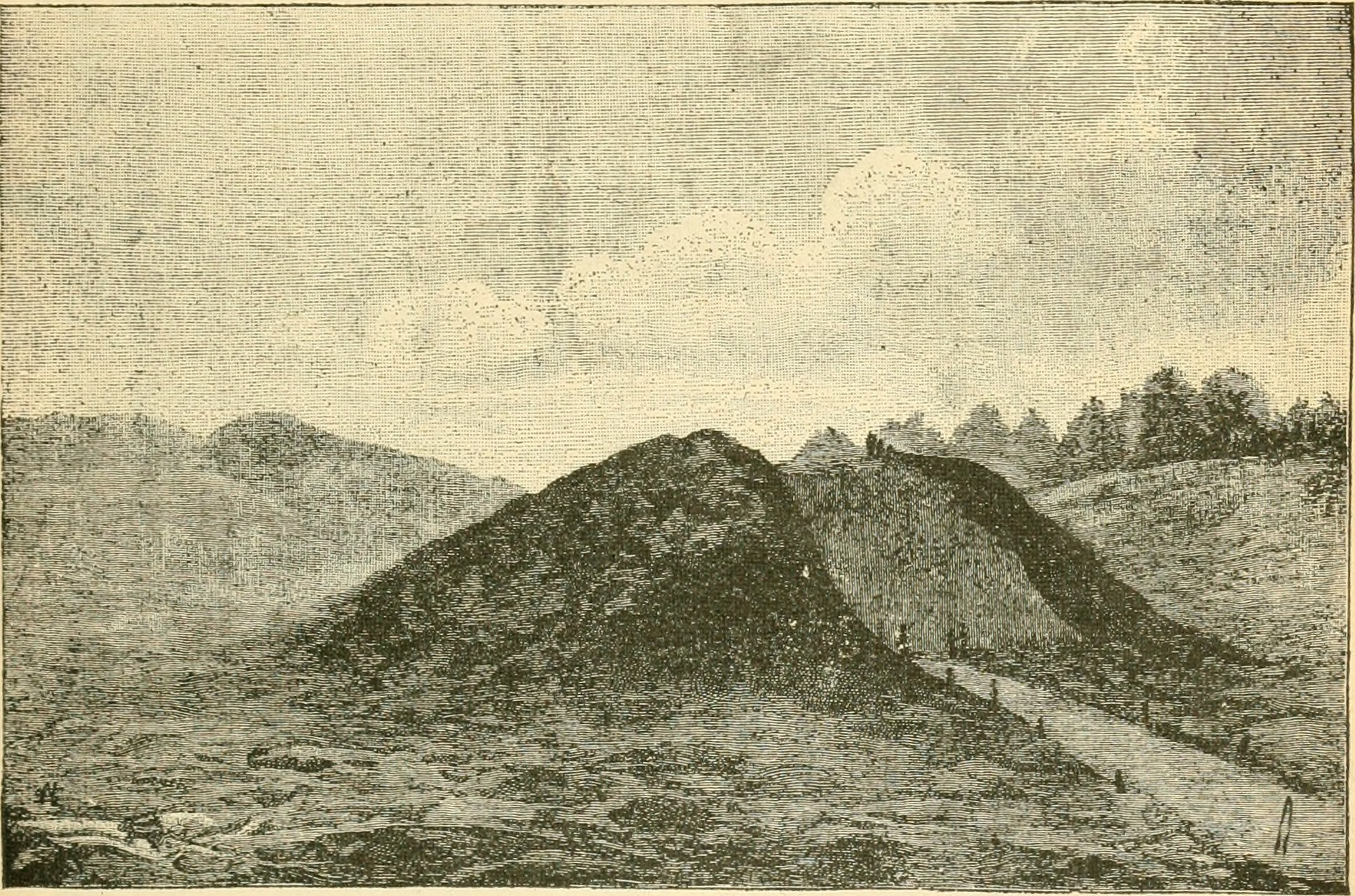
"Tumulo del Re" - ed. in Annual report of the Board of Regents of the Smithsonian Institution, a. 1891.

Il Tumulo di Gokstad (Gokstadhaugen in lingua norvegese), anche Tumulo del Re (Kongshaugen), è un sito funebre vichingo del IX secolo presso l'omonima fattoria di Sandefjord, nell'odierna contea di Vestfold, in Norvegia. Gli scavi archeologici ivi condotti nel 1880 da Nicolay Nicolaysen portarono al rinvenimento della c.d. "Nave di Gokstad".
In ragione dell'importanza del sito nel panorama archeologico scandinavo, il governo norvegese ha chiesto all'UNESCO nel 2014 di riconoscerlo quale Patrimonio dell'umanità.

## Scavi
Durante gli scavi, venne portata alla luce una gran quantità di manufatti che formavano il corredo funebre della personalità sepolta nel sito, il cui scheletro è anch'esso stato recuperato. Lo scheletro apparteneva ad un uomo di età compresa fra i 50 e i 70 anni, ritrovato adagiato su di un letto all'interno di una camera funeraria costruita in legno. Benché l'identità di quest'uomo sia sconosciuta, si pensa che potesse essere Olaf Gudrødsson, un sovrano di importanza secondaria del Vestfold, appartenente alla dinastia Yngling e morto più o meno in questo periodo (secondo quanto riportato nell'Heimskringla).
Il pezzo forte del corredo è costituito dalla c.d. "Nave di Gokstad": una nave vichinga in quercia, lunga 24 metri e larga 5, costruita intorno al 890 stando a quanto riportato dagli studi dendrocronologici eseguiti. Altri manufatti venuti alla luce sono stati: tre piccole navi, una tenda, una slitta e il necessario per cavalcare. Si ritiene che il sito sia stato saccheggiato in tempi antichi poiché sono state ritrovate tracce del fatto che oggetti d'oro e d'argento siano stati rimossi. Durante l'epoca vichinga le armi erano considerate una parte molto importante del corredo funerario di un uomo: in questo caso anche le armi sono assenti, probabilmente portate via durante il saccheggio della tomba.
Oltre ai resti del sovrano, sono stati anche rinvenuti scheletri di animali: due pavoni, due astori, otto cani e dodici cavalli.